# Норт Плејт (Небраска)
Норт Плејт (енгл. North Platte) град је у америчкој савезној држави Небраска.

## Демографија
По попису из 2010. године број становника је 24.733, што је 855 (3,6%) становника више него 2000. године.
| Група             | 2000.          | 2010.          |
| Белци             | 21.725 (91,0%) | 21.771 (88,0%) |
| Афроамериканци    | 170 (0,7%)     | 250 (1,0%)     |
| Азијати           | 94 (0,4%)      | 167 (0,7%)     |
| Хиспаноамериканци | 1.596 (6,7%)   | 2.170 (8,8%)   |
| Укупно            | 23.878         | 24.733         |